# Told
Told er en afgift, som lægges på indførsel (import) eller – i sjældnere tilfælde – udførsel (eksport) af varer. Told har tidligere, især tilbage i historien, da staterne havde svært ved at indkræve indkomstskatter, været en betydelig indtægtskilde for mange stater. I Danmark har Øresundstolden således tidligere haft stor betydning for statsfinanserne.
At pålægge told kan udløse en handelskrig, hvis modparten svarer igen med at indføre en straftold som gengældelse. Et eksempel herpå er de kraftige toldforhøjelser, som USA i 2025 har pålagt alle sine handelspartnere.
I moderne økonomisk tankegang er handelskrige og told generelt normalt til skade for begge parter, idet handelsrestriktionerne forhindrer landene i at udnytte deres såkaldte komparative fordele, dvs. specialisere sig i at producere i de brancher, hvor de er relativt dygtigst i forhold til konkurrenterne. Den mest fordelagtige handelspolitik for et land er derfor som udgangspunkt frihandelsorienteret.
For Danmarks vedkommende er tolden på import til Danmark fastsat på EU-plan, idet EU er en såkaldt toldunion, hvor der ikke kan pålægges told på varer, der handles internt mellem EU-landene, mens toldsatserne på import fra varer udenfor EU er fælles for alle medlemslandene og dermed ikke fastsættes på nationalt, men på EU-plan.

## Årsager til told
De to hovedmotiver til at pålægge told er dermed dels et fiskalt formål, dvs. et ønske om at skaffe indtægter til staten, dels et protektionistisk formål, hvor hensigten er at skærme indenlandske virksomheder fra udenlandsk konkurrence. Som følge af, at konkurrencen bliver begrænset, bliver konsekvensen af en told normalt højere priser i indlandet, hvilket går ud over landets forbrugere. Forbrugere og virksomheder kan dermed have modsatrettede interesser med hensyn til told.

## Told i EU
EU-landene har fælles toldregler, fastsat af EU-Kommissionen i toldkodeksen og gennemførelsesbestemmelserne til denne. Reglerne er implementeret i dansk lovgivning, bl.a. i toldloven samt bekendtgørelse om toldbehandling.
Told anvendes ofte som et politisk instrument. Således er tolden i De Europæiske Fællesskaber ofte høj på varer, som fremstilles i EU, mens den er lav på varer som EU behøver eller ikke selv fremstiller. Endvidere findes en række særaftaler, der gør, at tolden fra visse områder udenfor EU er nedsat eller på nul procent. Dette kaldes toldpræferencer. EU har gensidige toldaftaler med lande og områder, der står uden for EU, såsom Norge, Grønland, Island, Schweiz, Liechtenstein og Tyrkiet. En gensidig aftale betyder i dette tilfælde, at tolden er nedsat begge veje. Endvidere findes der ensidige aftaler med udviklingslande, således at tolden fra disse lande – og i nogle tilfælde kun enkelte områder af disse lande – er nedsat. I alle tilfælde, når det gælder toldpræferencer, kræves der dokumentation for varernes oprindelse.